# Прокопенко Андрій Васильович
Андрій Васильович Прокопенко (1915, село Покровське Бахмутського повіту Катеринославської губернії, тепер Бахмутського району Донецької області — жовтень 1989, місто Москва, тепер Російська Федерація) — радянський діяч органів держбезпеки, генерал-майор, голова КДБ при РМ Молдавської РСР. Член ЦК КП Молдавії в 1956—1960 роках. Член Бюро ЦК КП Молдавії з січня 1956 до 1959 року.

## Біографія
Народився в родині листоноші.
З травня 1930 року — учень електрослюсаря, з червня 1932 року — електрослюсар заводу імені Ворошилова села Дружківка Костянтинівського району Донецької області. З вересня 1932 року — електрослюсар «Краматорськбуду» Донецької області.
З січня 1933 року — старший піонервожатий декількох середніх шкіл Донецької області.
У жовтні 1935 року вступив до вчительського інституту в місті Артемівську, однак у лютому 1936 року залишив навчання, працював завідувачем піонерського відділу Артемівського міського комітету ЛКСМУ Донецької області. У вересні 1937 року повернувся до інституту і після закінчення 1-го курсу відправлений працювати до НКВС.
З червня 1938 року служив в органах державної безпеки. Після закінчення Київської міжкрайової школи ГУДБ НКВС з серпня 1938 року — помічник оперуповноваженого, оперуповноважений 3-го відділу (контррозвідки) 1-го Управління (держбезпеки) — УДБ НКВС Української РСР.
Член ВКП(б) з січня 1940 року.
З березня 1941 року — старший оперуповноважений 1-го відділу Контррозвідувального управління НКДБ Української РСР.
Після початку німецько-радянської війни займався організацією партизанської боротьби у тилу німецьких військ на території України: із серпня 1941 року — помічник начальника розвідки 2-го партизанського полку НКВС Української РСР, з листопада 1941 року — заступник начальника відділення 4-го Управління НКВС Української РСР, з травня 1942 року — помічник начальника відділу розвідки Українського штабу партизанського руху (Ворошиловград, Сталінград, Москва), з листопада 1942 року —  заступник командира з'єднання партизанських загонів у Житомирській області.
У травні — грудні 1944 року — начальник відділення 2-го Управління НКДБ Української РСР.
У грудні 1944 — квітні 1946 року — начальник Черкаського міського відділу НКДБ Київської області.
У квітні 1946 — листопаді 1950 року — заступник начальника УМДБ УРСР по Тернопільській області із кадрів.
У листопаді 1950 — 25 грудня 1951 року — заступник начальника 5-го Управління МДБ Української РСР.
7 січня — 6 червня 1952 року — начальник 1-го відділу 5-го Управління МДБ СРСР.
6 червня 1952 — 24 березня 1953 року — начальник  5-го відділу 5-го Управління МДБ СРСР.
24 березня 1953 — 8 квітня 1954 року — заступник начальника 4-го відділу (з 7 травня 1953 року — 6-го відділу) 4-го Управління МВС СРСР.
8 квітня — 12 липня 1954 року — заступник начальника відділу 4-го Управління КДБ при РМ СРСР.
12 липня 1954 — 30 березня 1955 року — начальник 9-го відділу 4-го Управління КДБ при РМ СРСР.
30 березня 1955 — 11 липня 1959 року — голова КДБ при Раді міністрів Молдавської РСР.
У 1956 році заочно закінчив Вищу партійну школу при ЦК КПРС.
11 липня 1959 — липень 1973 року — начальник обліково-архівного відділу (з 21 жовтня 1966 року — 10-го відділу) КДБ при РМ СРСР. У липні 1973 року виведено до чинного резерву КДБ СРСР.
У липні 1973 — серпні 1986 року — начальник 1-го відділу Державного комітету РМ СРСР у справах винаходів та відкриттів.
У серпні 1986 року вийшов на пенсію. Персональний пенсіонер у Москві.
Помер у жовтні 1989 року в Москві.

## Звання
- сержант державної безпеки (1 липня 1939)
- молодший лейтенант державної безпеки (22 січня 1942)
- старший лейтенант державної безпеки (11 лютого 1943)
- капітан державної безпеки (22 грудня 1943)
- майор (6 листопада 1945)
- підполковник (7 грудня 1949)
- підполковник державної безпеки (1952)
- полковник державної безпеки (1 жовтня 1953)
- полковник (30 вересня 1955)
- генерал-майор (10 грудня 1964)

## Нагороди
- орден Леніна (5.01.1943)
- орден Червоного Прапора (18.07.1942)
- орден Богдана Хмельницького ІІ ст. (28.04.1945)
- орден Вітчизняної війни І ст. (11.03.1985)
- орден Вітчизняної війни ІІ ст. (29.10.1948)
- медаль «За трудову доблесть»
- три ордени Червоної Зірки (24.12.1942, 25.06.1954, 30.10.1967)
- срібний хрест ордену «Віртуті Мілітарі» V класу (Польська Народна Республіка)
- медалі
- нагрудний знак Заслужений працівник НКВС (13.06.1944)